# Paracis indivisa
Paracis indivisa is een zachte koraalsoort uit de familie Plexauridae. De koraalsoort komt uit het geslacht Paracis. Paracis indivisa werd in 1924 voor het eerst wetenschappelijk beschreven door Kükenthal. 